# Rivière Betsiamites
Der Rivière Betsiamites (auch Bersimis oder englisch Betsiamites River) ist ein Fluss in der kanadischen Provinz Québec. Er liegt in der Region Côte-Nord und fließt in den Mündungstrichter des Sankt-Lorenz-Stroms. Die Länge des Flusses beträgt 444 km, sein Einzugsgebiet umfasst 18.700 km², sein mittlerer Abfluss beträgt 340 m³/s.

## Geographie
Der Fluss liegt zwischen dem Rivière Saguenay und dem Rivière aux Outardes. Er beginnt am Lac Manouanis und mündet bei der Siedlung Betsiamites, die von der First Nation der Innu bewohnt wird und rund 300 km nordöstlich der Provinzhauptstadt Québec liegt. Der 978 km² große Stausee Réservoir Pipmuacan, aufgestaut durch den Bersimis-1-Damm, befindet sich etwa auf halber Strecke des Flusslaufs. 30 km flussabwärts folgt der Réservoir Bersimis-2, aufgestaut durch den Bersimis-2-Damm.
In der Ökozone des borealen Schilds gelegen, präsentiert sich das Hinterland als dicht bewaldetes Gebiet mit verschiedenen Arten von Nadelbäumen. Dazu gehören unter anderem Schwarz-Fichten (Picea mariana), Balsam-Tannen (Abies balsamea) und Weiß-Fichten (Picea glauca). Das Tal wird als „Paradies für Jäger und Angler“ beschrieben, in dem „Fische, Elche, Bären und andere Wildtiere reichlich vorhanden“ sind.

## Wasserkraft
Es gibt zwei Wasserkraftwerke am Rivière Betsiamites, die von Hydro-Québec betrieben werden:
- Bersimis-1: 8 Francis-Turbinen, 1178 MW; erbaut 1953–1956
- Bersimis-2: 5 Francis-Turbinen, 869 MW; erbaut 1956–1959

## Geschichte
Das Wort Betsiamites oder Pessamit stammt aus der Innu-Sprache und bedeutet „Versammlungsort der Neunaugen“. Die Bezeichnung Bersimis war weder den Innu noch den Franzosen oder Frankokanadiern bekannt, sondern wurde erstmals im Jahr 1837 vom britischen Admiral Henry Wolsey Bayfield in der von ihm verfassten Hydrografie des Sankt-Lorenz-Stroms verwendet. Die Hudson’s Bay Company übernahm den Namen, als sie 1855 einen Handelsposten eröffnete, sechs Jahre später folgte die kanadische Post. Nach zwei Jahrzehnte dauernden Anstrengungen gelang es Anwohnern und der Provinzregierung im Jahr 1919, die Bundesregierung davon zu überzeugen, die Bezeichnung Betsiamites zu verwenden. Doch die eigentlich falsche Bezeichnung Bersimis hielt sich in der Folge hartnäckig in amtlichen Dokumenten und Hydro-Québec gebrauchte sie für die neuen Wasserkraftwerke in der Region.